# Rotsklever
De rotsklever (Sitta neumayer) is een oscine zangvogel die broedt in Zuidoost-Europa en West-Azië tot in Iran. Dieper in Azië komt een tweelingsoort voor, de grote rotsklever (Sitta tephronota). Deze vogels komen voor in leefgebieden met veel kale rotsen, speciaal in bergachtige gebieden.

## Kenmerken
De rotsklever lijkt in veel op de boomklever, hij is een ietsje groter (14-15,5 cm) dan de boomklever (12-14,5 cm), heeft een iets langere snavel en is van boven wat lichter grijsachtig blauwgroen met een vuilwitte onderzijde en mist op de flanken de roodbruine kleur. Hij heeft een zwarte oogstreep.

## Leefwijze
Het voedsel bestaat uit zaden, noten en rupsen.

## Voortplanting
Het tunnelvormige nest bevindt zich in een met modder dichtgemaakte rotsspleet of natuurstenen gebouw.

## Verspreiding en leefgebied
De vogel komt voor op de Balkan en verder naar het oosten in Turkije, landen van de Kaukasus tot in Iran. Er zijn drie ondersoorten:
- S. n. neumayer: zuidoostelijk Europa.
- S. n. tschitscherini: westelijk Iran.
- S. n. plumbea: het zuidelijke deel van Centraal-Iran.

Naar het oosten toe worden de ondersoorten steeds lichter van kleur.
De rotsklever is standvogel in berggebieden (tussen de 1000 en 2500 m), kustkliffen, ruïnes en boerenhuizen of stallen in stenig terrein met verspreid staande bomen en struiken. Het is net als de boomklever een luidruchtige en actieve vogel.

## Status
De grootte van de wereldpopulatie werd in 2004 geschat op 6 tot 18,3 miljoen individuen. Men veronderstelt dat de soort in aantal stabiel is. Om deze redenen staat de rotsklever als niet bedreigd op de Rode Lijst van de IUCN.